# Sword bayonet, pattern 1907 (Mark I)
Das Sword bayonet, pattern 1907 (Mark I) (1907–1925, Bayonet Nr. 1, Mk. 1 (ab 1926) oder auch Pattern 1907 bayonet, ist ein Bajonett für das britische Gewehr Lee-Enfield und wurde ab 1908 bis in die heutige Zeit verwendet.

## Entwicklung

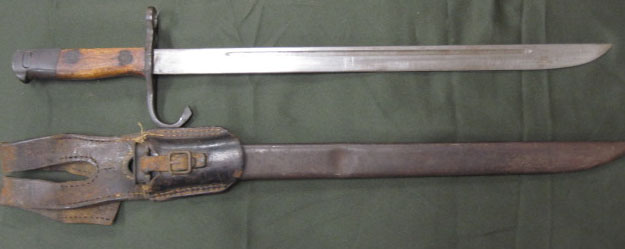
Japanisches Bajonett Typ 30

Als das britische Militär das Short Magazine Lee-Enfield-Gewehr (SMLE) einführte, wurde der Lauf auf 64 cm gekürzt, 13 cm kürzer als beim vorherigen Lee-Enfield-Gewehr. Aufgrund der Kürzung des Laufes befürchteten britische Militärstrategen, dass die britische Infanterie im Nachteil bei Bajonettduellen mit feindlichen Soldaten wären. Diese Befürchtungen verstärkten sich bei Vergleichen mit dem französischen Lebel Modell 1886 oder dem deutschen Gewehr 98. Hierbei hatte das SMLE mit dem Pattern 1903 bayonet eine Gesamtlänge von 1,45 m, wohingegen das Lebel 1,80 m lang und das Gewehr 98 1,77 m lang war. Übungen mit dem Bajonett wurden deshalb intensiviert und gehörten zu einem wesentlichen Teil der Ausbildung eines zeitgenössischen britischen Infanteristen. Die Soldaten wurden in verschiedenen Stellungen und Pariertechniken gegen einen Feind gedrillt, der zur damaligen Zeit ebenfalls mit Gewehr und Bajonett bewaffnet war.
In den Jahren 1906 bis 1907 führte die britische Armee verschiedene Versuche durch, um ein neues und längeres Standardbajonett zu entwickeln. Es wurden Experimente mit einer Reihe ausländischer Bajonettdesigns durchgeführt, darunter eine modifizierte Version des japanischen Bajonett Typ 30. Die Versuche führten dazu, dass die britische Armee ihre eigene Version des Bajonetts Typ 30 einführte. Das neue Design erhielt die Bezeichnung Sword bayonet, pattern 1907 (Mark I) (deutsch: Schwertbajonett, Muster 1907 (Version I)) und wurde am 30. Januar 1908 offiziell eingeführt.

## Produktion

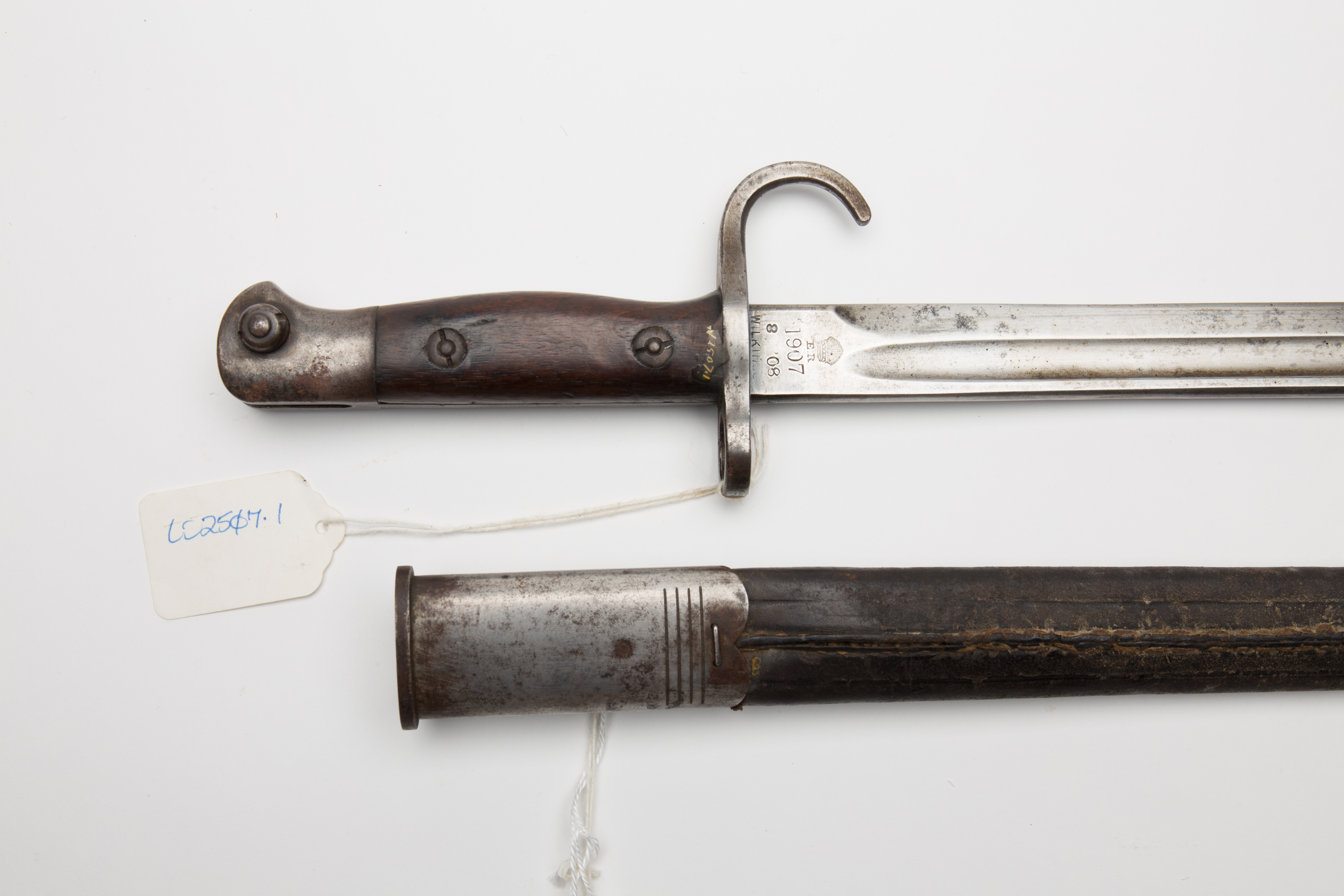
Ein 1907 produziertes Bajonett mit Parierstange (oben), gut erkennbar die Krone, die königliche Chiffre ER sow der Hersteller Wilkinson

Während des Ersten Weltkriegs wurden in Großbritannien etwa 5.000.000 Bajonette 1907 hergestellt. Die Hersteller waren unter anderem Wilkinson Sword, Sanderson Brothers & Newbould Ltd, James A. Chapman, Robert Mole & Sons und Vickers Ltd. Darüber hinaus produzierte Remington UMC während des Krieges etwa 100.000 Stück. Das Bajonett 1907 wurde von 1911 bis 1940 in Indien in der Rifle Factory Ishapore und von 1913 bis 1927 in Australien hergestellt und dann erneut zwischen 1940 und 1945 in der Lithgow Small Arms Factory.
Am Fehlschärfenrand des Bajonetts wurden offizielle Prägungen angebracht. Darunter unter anderem ein X, welches eine Biegeprüfzeichen war. Zusätzlich gab es ein staatliches, pfeilförmiges Abnahmezeichen und weitere Prüfzeichen. Auf der linken Seite stand das Datum der Prüfung des Bajonetts und der Names Herstellers sowie die Krone des regierenden Monarchen mit der jeweiligen königlichen Chiffre. So gab es beispielsweise ER für Edward Rex oder GR für Georgius Rex.
Die von 1941 produzierten indischen Bajonette waren ähnlich wie die britischen Bajonette gekennzeichnet, es fehlte lediglich die königliche Chiffre. Diese wurde durch das Kürzel der Rifle Factory Ishapore (R.F.I.) ersetzt wurde.

| Hersteller                                               | Prägestempel | Stückzahl | Land               |
| -------------------------------------------------------- | ------------ | --------- | ------------------ |
| Enfield                                                  |              | 500.000   | Großbritannien     |
| James A. Chapman                                         | J.A.C.       | 300.000   | Großbritannien     |
| Lithgow Small Arms Factory                               | MA           |           | Australien         |
| Orange Feeder Factory for the Lithgow Small Arms Factory | OA           |           | Australien         |
| Remington UMC                                            |              |           | Vereinigte Staaten |
| Rifle Factory Ishapore                                   | R.F.I.       |           | Indien             |
| Robert Mole & Sons                                       | R.M.S.       | 60.000    | Indien             |
| Sanderson Brothers & Newbould Ltd                        | S.B.N.       | 1.600.000 | Großbritannien     |
| Vickers Ltd.                                             | VICKERS      | 10.000    | Großbritannien     |
| Wilkinson Sword                                          | WILKINSON    | 2.360.000 | Großbritannien     |

## Beschreibung

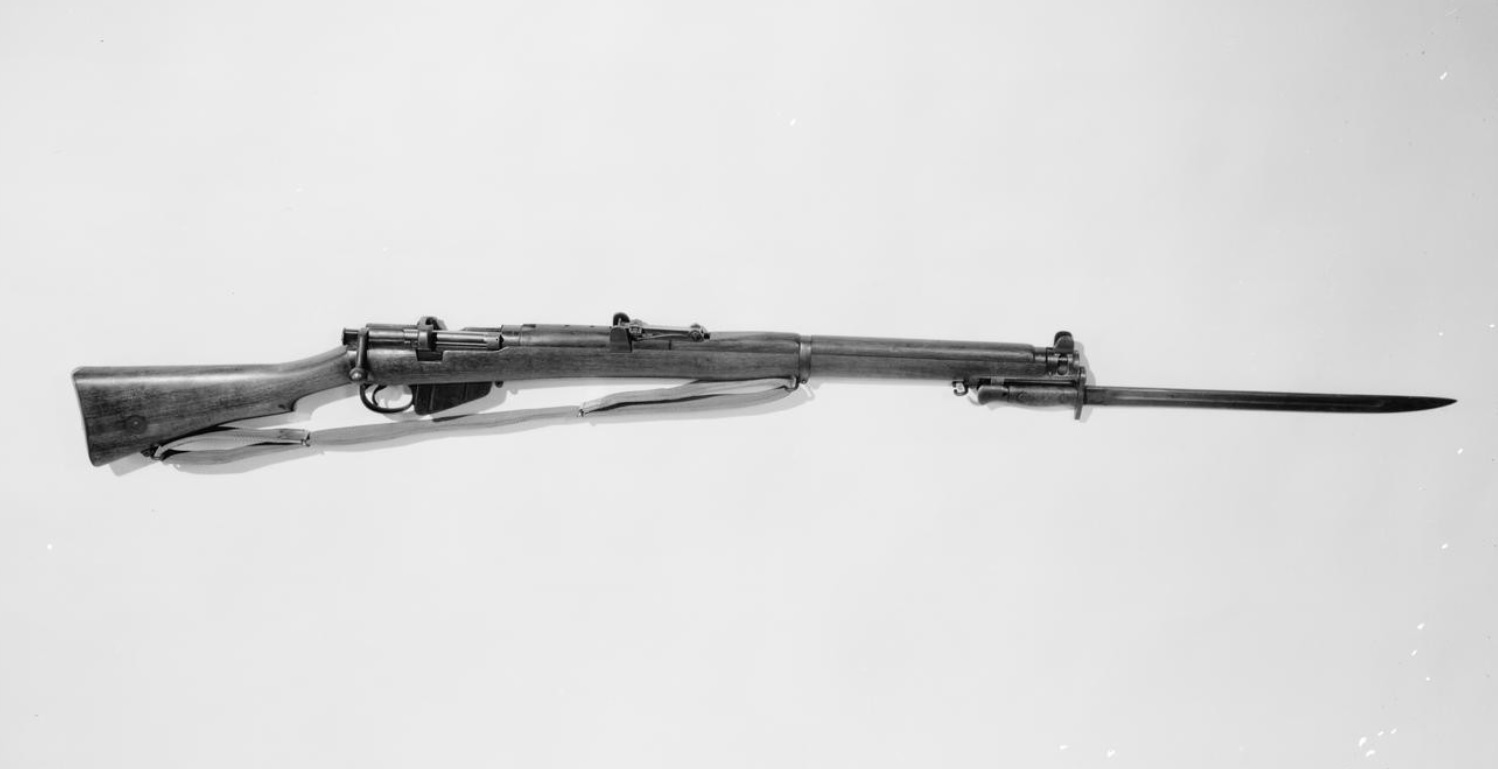
SMLE mit aufgesetzten Bajonett 1907

Das Bajonett 1907 besteht aus einer 55 cm langen, einteiligen Stahlklinge mit Griff. Die Klinge besteht aus Schmiedeeisen oder Weichstahl. Der Griff wurde aus Walnussholz gefertigt und mit zwei Schrauben am Griff der Klinge befestigt. Zusammen mit dem Holzgriff wiegt das Bajonett, je nach Serienmodell und Hersteller, 440 bis 532 g. Bajonette, welche vor 1913 produziert wurden, verfügten über eine Parierstange mit einem Haken. Diese diente dazu, das Bajonett des Gegners einzufangen und diesen dadurch entwaffnen zu können. Nach 1913 erachtete man dies jedoch als unpraktisch, wodurch das Bajonett ein einfacheres Design erhielt. Die Klinge selber ist 43 cm lang und hatte auf beiden Seiten eine flache Hohlkehle mit einer Länge von 30 cm.
Das Bajonett 1907 erhielt eine einfache Schwerteide aus Leder, welche mit einer Stahlhalterung versehen war. Dadurch konnte diese am Gürtel befestigt und mitgeführt werden. Die Gesamtlänge des Gewehrs mit Bajonett betrug 1,57 m und war damit trotzdem noch 20 cm kürzer als das deutsche Gewehr 98.

## Einsatz
Das Bajonett 1907 wurde von den meisten britischen Commonwealth-Staaten mit dem SMLE übernommen. Es war bis 1945 im Fronteinsatz und kam sowohl im Ersten als auch im Zweiten Weltkrieg zum Einsatz. Nach 1945 blieb es noch einige Zeit im australischen und indischen Dienst.
Auch bei der Wehrmacht wurde das Bajonett 1907 genutzt und in den Kennblättern fremden Geräts geführt. Hierbei erhielt das Bajonett die Bezeichnung Seitengewehr 101 (e).